# خشکیدگی سرشاخه

## میزبان ها وعلائم آن
میزبان های معمول کپک سفید گیاهان علفی ، شاداب ، به ویژه گل ها و سبزیجات هستند. همچنین می تواند گاهاً روی گیاهان زینتی چوبی تأثیر بگذارد، معمولاً روی بافت نوجوانان گیاه تاثیر دارد. کپک سفید می تواند میزبانان آنها را در هر مرحله از رشد ، از جمله نهال ، گیاهان بالغ و محصولات برداشت شده تحت تأثیر قرار دهد. این ماده معمولاً در بافتهایی با مقدار آب زیاد و در مجاورت خاک دیده می شود. یکی از اولین علائمی که مشاهده می شود ناحیه ای واضح از رشد میسیلیوم (ریشه رشد کننده قارچ می باشد) سفید و کرکی است. قبل از این ضایعات قهوه ای تیره و کم رنگ در ساقه در خط خاک وجود دارد. سپس میسلیوم این ناحیه نکروزه را پوشانده است. هنگامی که آوند چوبی تحت تأثیر قرار می گیرد، علائم دیگر بالاتر در گیاه رخ می دهد. این موارد می تواند شامل کلروز، پژمردگی ،ریزش برگ و مرگ سریع باشد. روی میوه ها، ضایعات اولیه تاریک روی بافتی که در تماس با خاک است ایجاد می شود. بعد، میسلیوم سفید قارچی میوه را می پوشاند و پوسیده می شود. این می تواند هنگامی اتفاق بیفتد که میوه در مزرعه یا در انبار باشد.

## تاثیرات واهمیت محیط
قارچ بیماری زا Sclerotinia sclerotiorum در محیط های مرطوب و خنک تکثیر می شود. در شرایط مزرعه مرطوب، S. sclerotiorum قادر است به طور کامل به میزبان گیاه حمله کرده و تقریباً تمام بافتهای گیاه را با میسلیوم استعمار کند. دمای مطلوب برای رشد از 15 تا 21 درجه سانتیگراد است. درشرایط مرطوب، S. sclerotiorum مقدار زیادی میسلیوم و اسکلروتیا تولید می کند. مانند اکثر قارچ ها، S. sclerotiorum شرایط تاریک و سایه دار را در مقابل قرار گرفتن در معرض مستقیم نور خورشید ترجیح می دهد. برای دانه های سویا به طور خاص، شرایط مطلوب شامل دمای سایبان کمتر از 28 درجه سانتی گراد و رطوبت سطح گیاه به مدت 12-16 ساعت به صورت روزانه یا رطوبت سطح مداوم برای 42-72 ساعت است.

## چرخه زندگی
چرخه حیات Sclerotinia sclerotiorum را می توان تک چرخه ای توصیف کرد، زیرا هیچ تلقیح ثانویه تولید نمی شود. در اواخر تابستان تا اوایل پاییز ، قارچ یک ساختار بقا به نام اسکلروتیوم یا روی بافتهای داخل گیاه میزبان ایجاد می کند. S. sclerotiorum sclerotia می تواند حداقل سه سال اسپورهای زنده داشته باشد و با جوانه زنی بدن های مثمر به نام آپوتسیا تولید کند که ساقه های کوچک و نازکی هستند و با ساختاری فنجانی مانند به قطر 3–6 میلی متر ختم می شوند. فنجان آپوتسیوم با آسکی پوشانده شده است ، که در آن آسکوپورها وجود دارد.هنگامی که آسکوسپورها از آسکی آزاد می شوند ، توسط باد حمل می شوند تا زمانی که بر روی میزبان مناسبی فرود آیند. آسكپورهای S. sclerotiorum فقط گل میزبانان حساس را آلوده می كنند و از طریق میسلیوم شروع به حمله به بافت های میزبان می كنند و باعث عفونت می شوند. S. sclerotiorum قادر است به تقریباً انواع بافت از جمله ساقه ، شاخ و برگ ، گل ، میوه و ریشه حمله کند. سرانجام میسلیوم سفید و کرکی روی سطح بافتهای آلوده شروع به رشد می کند. در پایان فصل رشد، S. sclerotiorum بار دیگر اسکلروتیا تولید می کند. سپس اسکلروتیا در فصل زمین یا روی سطح زمین، روی قسمتهای زنده یا مرده گیاه باقی خواهد ماند.سپس چرخه زندگی به ترتیب ادامه خواهد یافت.

## کنترل

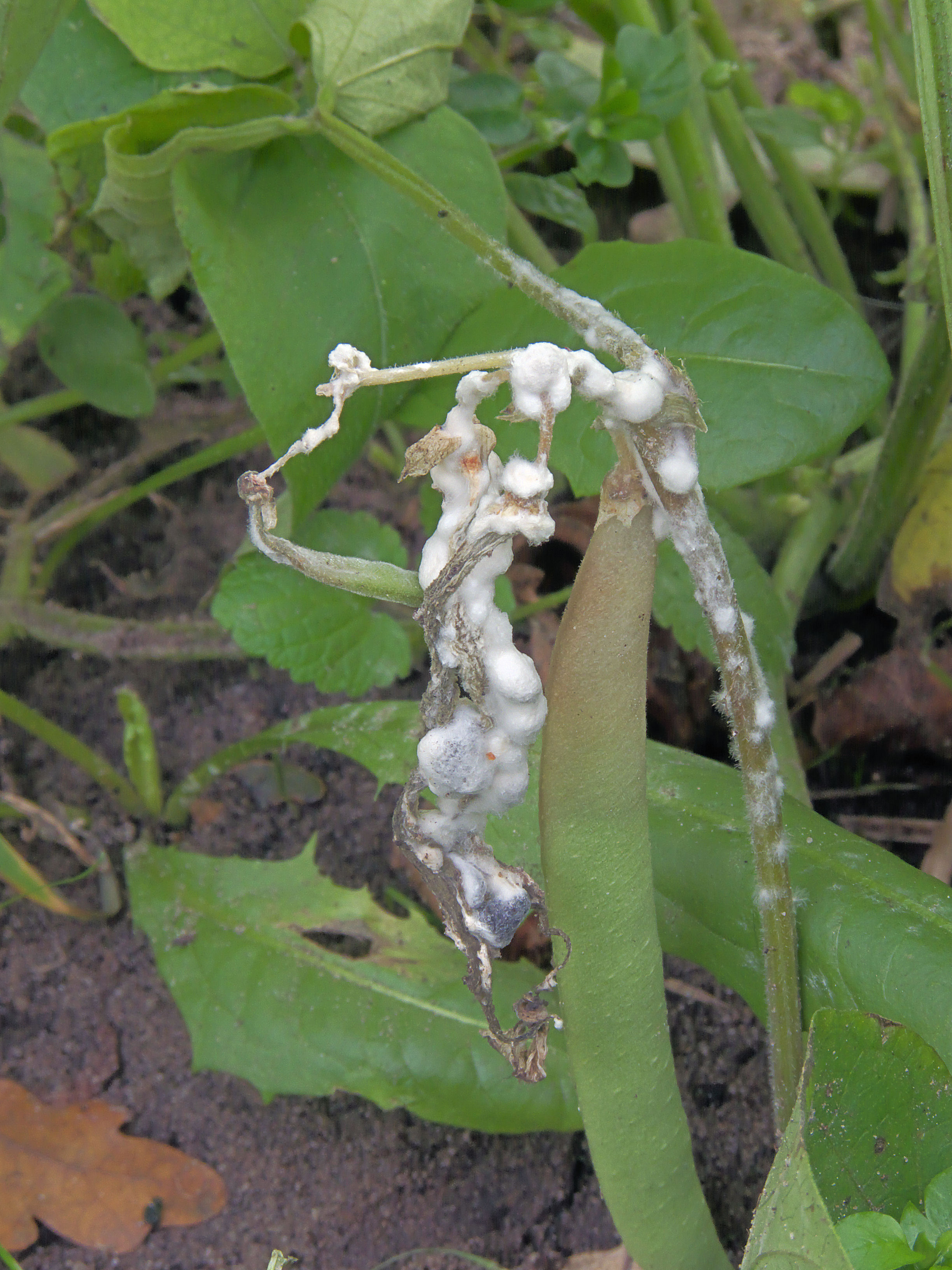
کپک سفیدلوبیا

کنترل کپک سفید روی محصولات می تواند تا حد زیادی به اقدامات فرهنگی ، بیولوژیکی و شیمیایی بستگی داشته باشد. اقدامات فرهنگی شامل کاشت محصولات با تراکم کمتر و فاصله ردیف بالاتر برای تقویت گردش هوا و ایجاد اقلیم های کوچک که برای توسعه بیماری مطلوب نیستند. علاوه بر این، تا پایان گلدهی (که فعال ترین دوره عفونت است) باید از آبیاری بیش از حد خودداری شود. بعلاوه، در مناطق حساس، تناوب های زراعی باید حداقل شامل دو تا سه سال محصولات غیر میزبان (به عنوان مثال غلات و ذرت) باشد. کنترل خوب علف های هرز همچنین می تواند مقدار گیاهان میزبان در یک مزرعه را کاهش دهد و فشار قالب سفید را کاهش دهد. مزارع دارای فشار بیماری سنگین نیز ممکن است برای یک دوره چهار تا پنج هفته دچار آبگرفتگی شوند ، زیرا ممکن است اسکلروتیا زنده ماندن خود را از دست بدهد. کاهش خاکورزی همچنین می تواند تعداد اسپورهای سالم S. sclerotiorum را کاهش دهد.